# Detroit 2
Detroit 2 è il quinto album in studio del rapper statunitense Big Sean, pubblicato nel 2020.

## Tracce
1. Why Would I Stop? – 2:32
2. Lucky Me – 4:08
3. Deep Reverence (featuring Nipsey Hussle) – 3:51
4. Wolves (featuring Post Malone) – 3:19
5. Body Language (featuring Ty Dolla Sign & Jhené Aiko) – 3:44
6. Story by Dave Chappelle – 2:35
7. Harder Than My Demons – 2:11
8. Everything That's Missing (featuring Dwele) – 3:14
9. ZTFO – 2:16
10. Guard Your Heart (featuring Anderson Paak, Earlly Mac & Wale) – 4:18
11. Respect It (featuring Young Thug & Hit-Boy) – 3:27
12. Lithuania (featuring Travis Scott) – 3:19
13. Full Circle (featuring Key Wane & Diddy) – 2:58
14. Time In (performed by Twenty88) – 2:57
15. Story by Erykah Badu – 2:10
16. Feed – 3:02
17. The Baddest – 3:09
18. Don Life (featuring Lil Wayne) – 3:14
19. Friday Night Cypher (featuring Tee Grizzley, Kash Doll, Cash Kidd, Payroll, 42 Dugg, Boldy James, Drego, Sada Baby, Royce da 5'9" & Eminem) – 9:28
20. Story by Stevie Wonder – 2:13
21. Still I Rise (featuring Dom Kennedy) – 3:07